# Periodinano de Dess-Martin
Periodinano de Dess-Martin (DMP, do inglês Dess–Martin periodinane) é um reagente químico usado para oxidar álcoois primários a aldeídos e álcoois secundários a cetonas.